# براسيرو

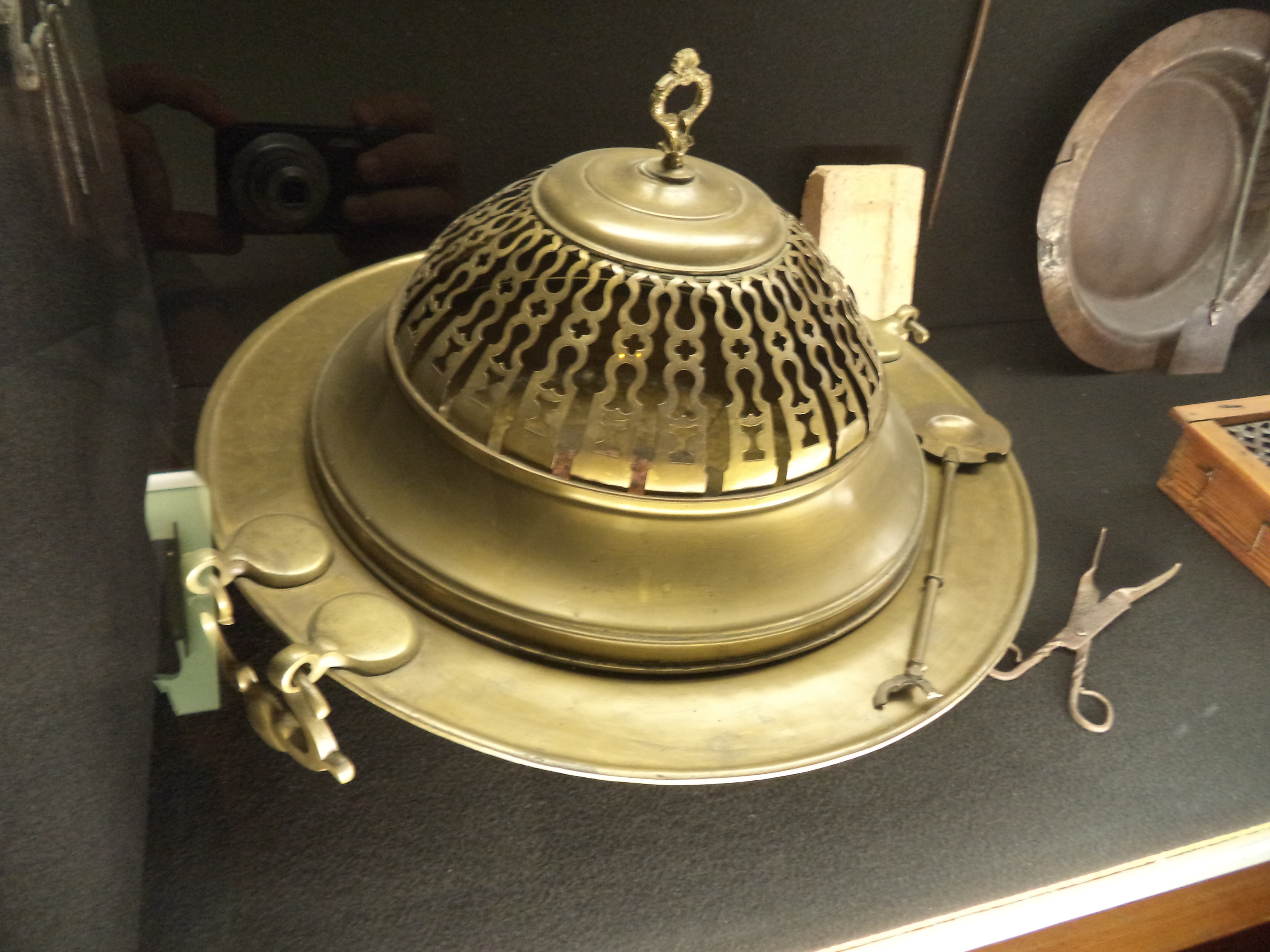
براسيرو ذهبي فاخر ، مع غطاء ، وباديلا ، وملاقط. متحف الفنون والأزياء الشعبية لإشبيلية.

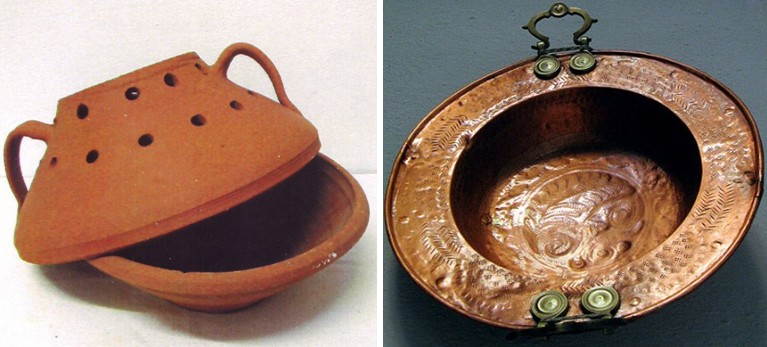
يسار: براسيرو فخارية، من صنع خوان راموس باديّا، أسبانيا. يمين: براسيرو حديدي.

البراسيرو هي عبارة عن حاوية يوضع فيها جمر وتعمل على التدفئة، وينتشر استعمالها في أسبانيا. توضع تحت طاولة مغطاة بقطعة من القماش تصل إلى الأرض لتدفئة الجالسين على الطاولة. وتشبه الكوتاتسو الياباني أو الكورسي الإيراني. البراسيرو الحديث يعمل بالكهرباء، لكنه في الماضي كان يعمل بالفحم. 
في أمريكا الجنوبية، خاصة الأرجنتين، البراسيرو هو شواية صغيرة متصلة بصندوق فيه فحم للشي في الأسادو. 
الأكاديمية الملكية الإسبانية في قاموسها على الإنترنت تدرج تعريفا ثانيا للبراسيرو على أنه المكان حيث يتم إعدام بعض المخالفين. ويبدو أن قاموسها يشير إلى أولئك المحكوم عليهم بالإعدام حرقا،  بشكل عام اليهود والمورسكيون كانوا ضحايا إحدى الطرق الأكثر شيوعًا التي أعدمت بها «الذراع العلمانية» المدانين بمحاكم التفتيش.

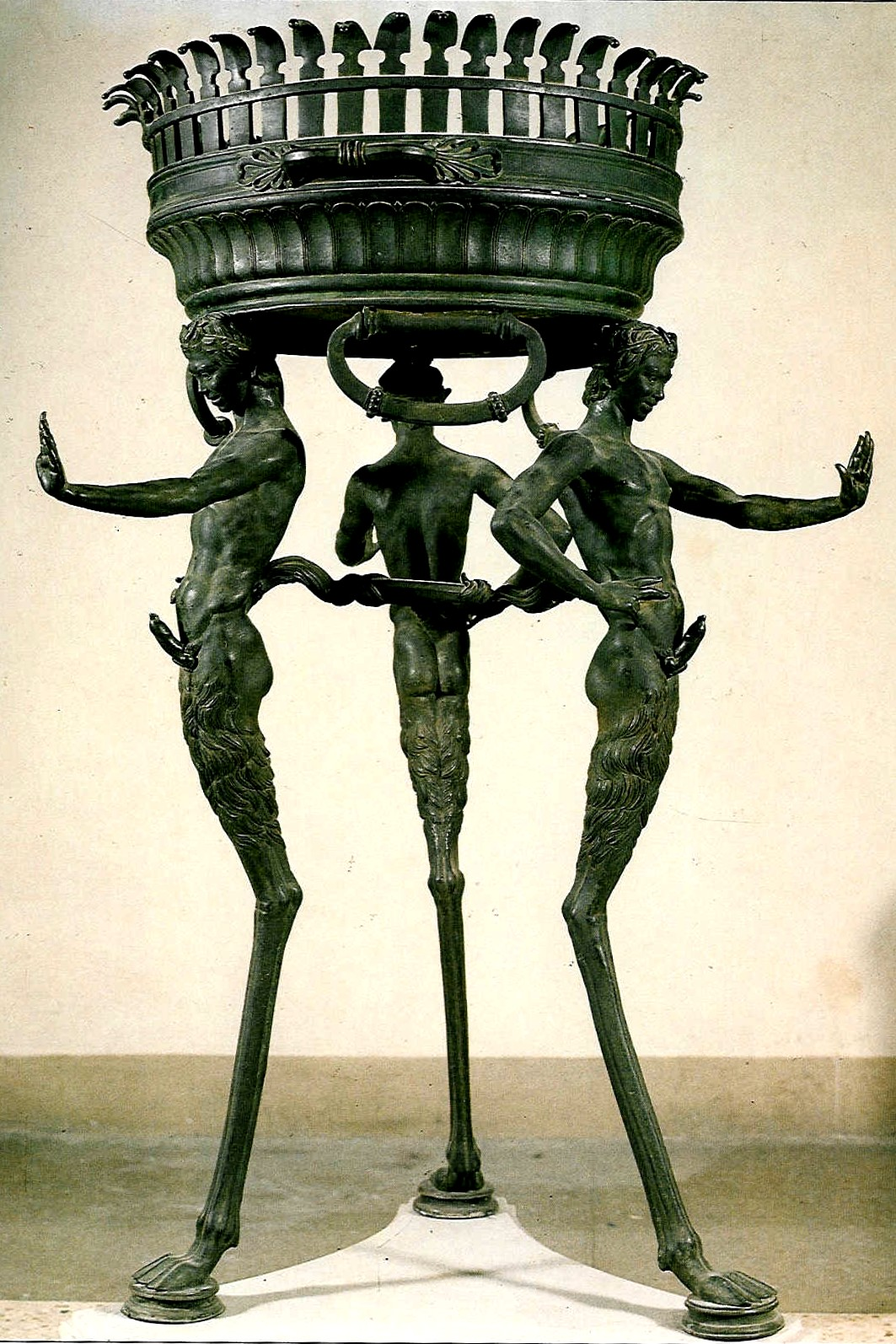
براسيرو بومباي

## البراسيروات في تاريخ الرسم
رسم رسامان إسبانيان، الكاتالوني فورتوني في القرن التاسع عشر، والقرطبي خوليو روميرو دي توريس في الثلث الأول من القرن العشرين، أمثلة جميلة على براسيروات ودعامات، نتيجة لخيال حرفيي صناعة الغلايات. 

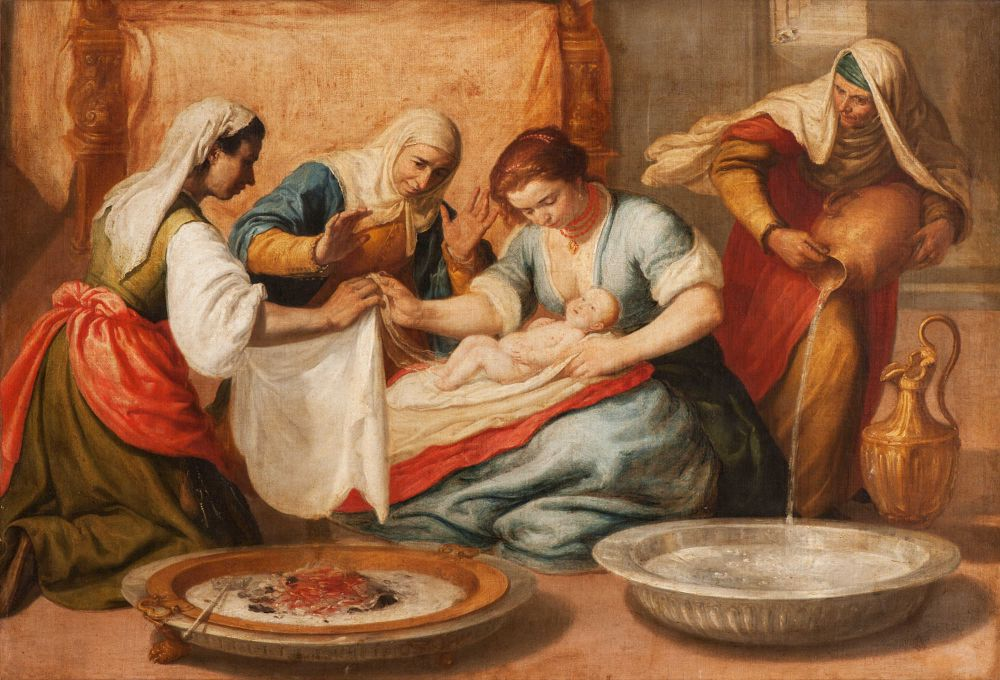
براسيرو في "ميلاد العذراء"، لوحة زيتيو لمجهول أسباني من القرن 17
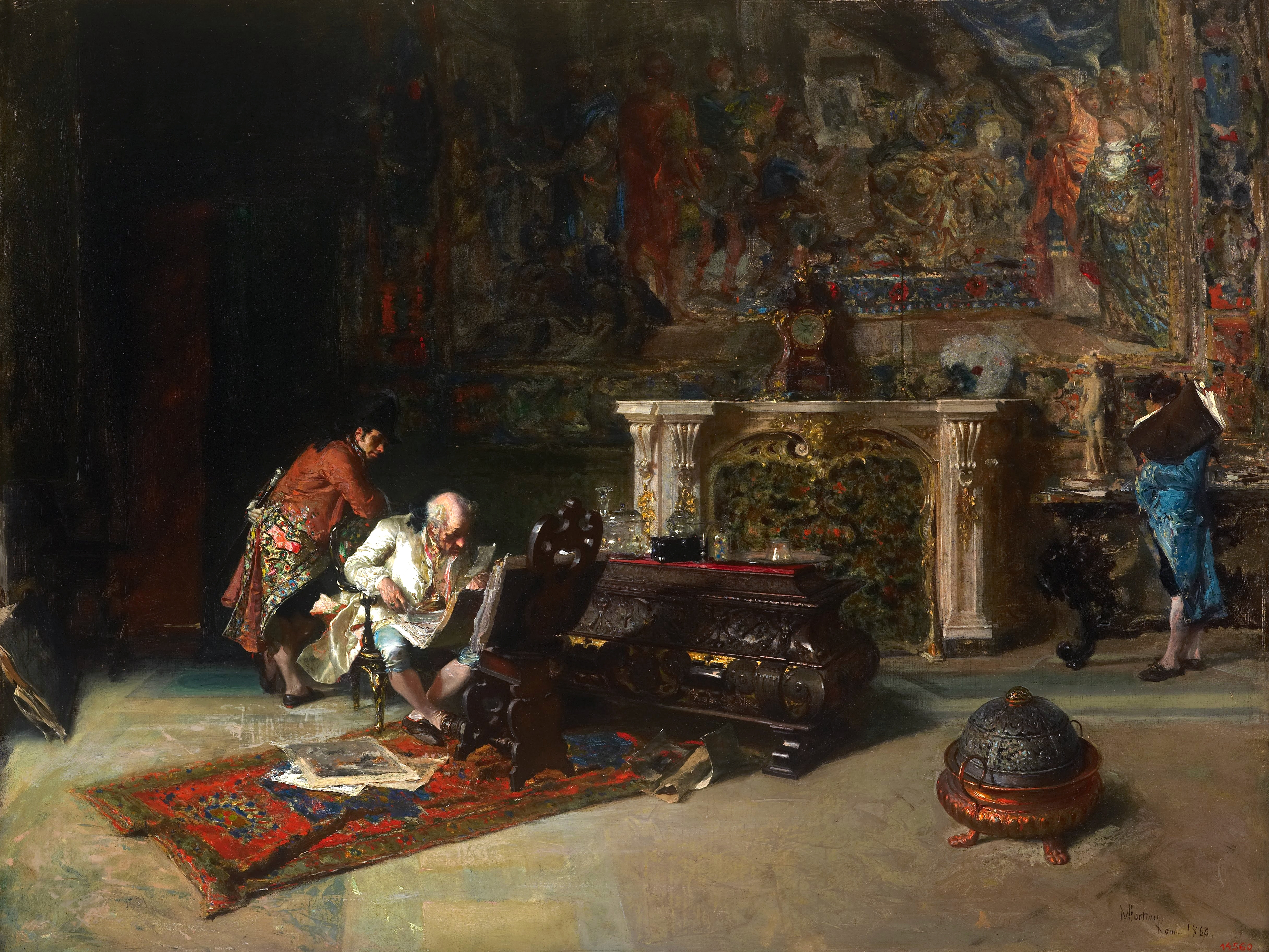
براسيرو بدعامات حديدية في "جامع الطوابع" لوحة لماريانو فورتوني حوالي 1870م.
على اليسار، البراسيرو العظيم للا فيكاريا، بريشة ماريانو فورتوني حوالي 1870م
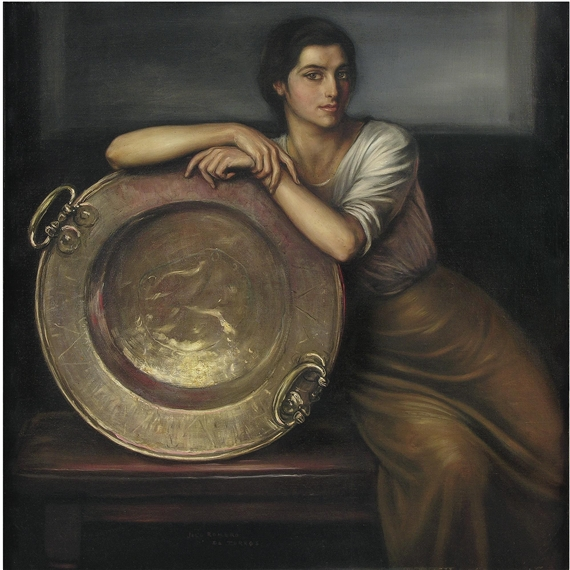
براسيرو أندلسي عظيم بدعامات حديدية، زيتية بريشة خوليو روميرو دي توريس في 1920
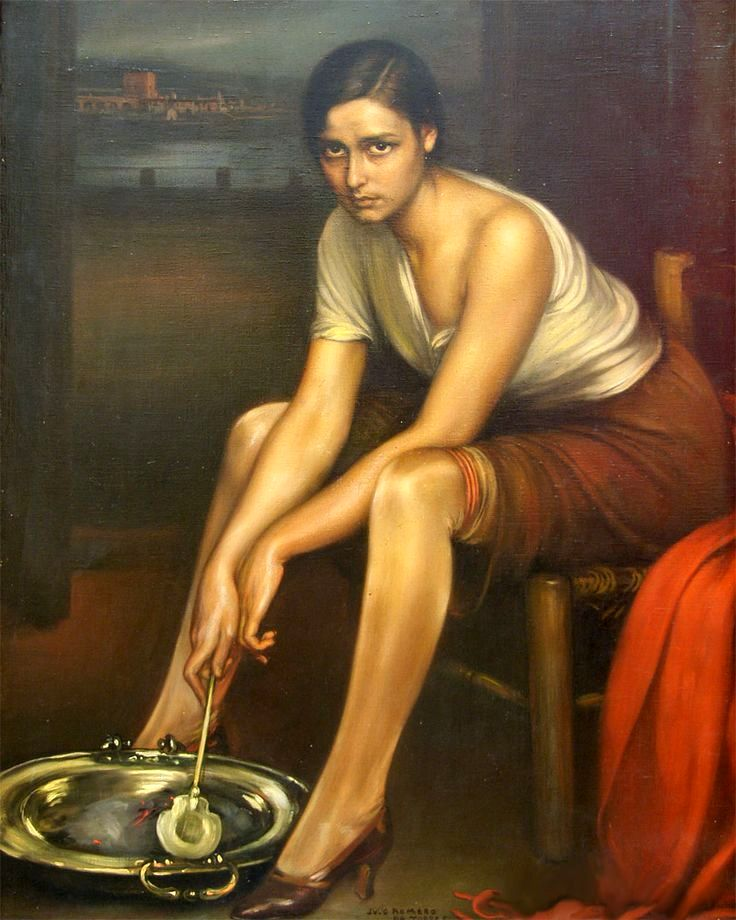
تميل نحو البراسيرو، تقلب البيكون بالباديلا، إحدى آخر لوحات خوليو روميرو دي توريس